# Jaakko Eino Kalevi
Jaakko Eino Kalevi, född 1984 i Jyväskylä, är en finländsk musiker som bland annat varit nominerad till Nordic Music Prize för bästa nordiska album. Han har gjort musik sedan 2007.
Jaakko Eino Kalevis första album för ett större skivbolag fick överlag goda recensioner i Sverige.

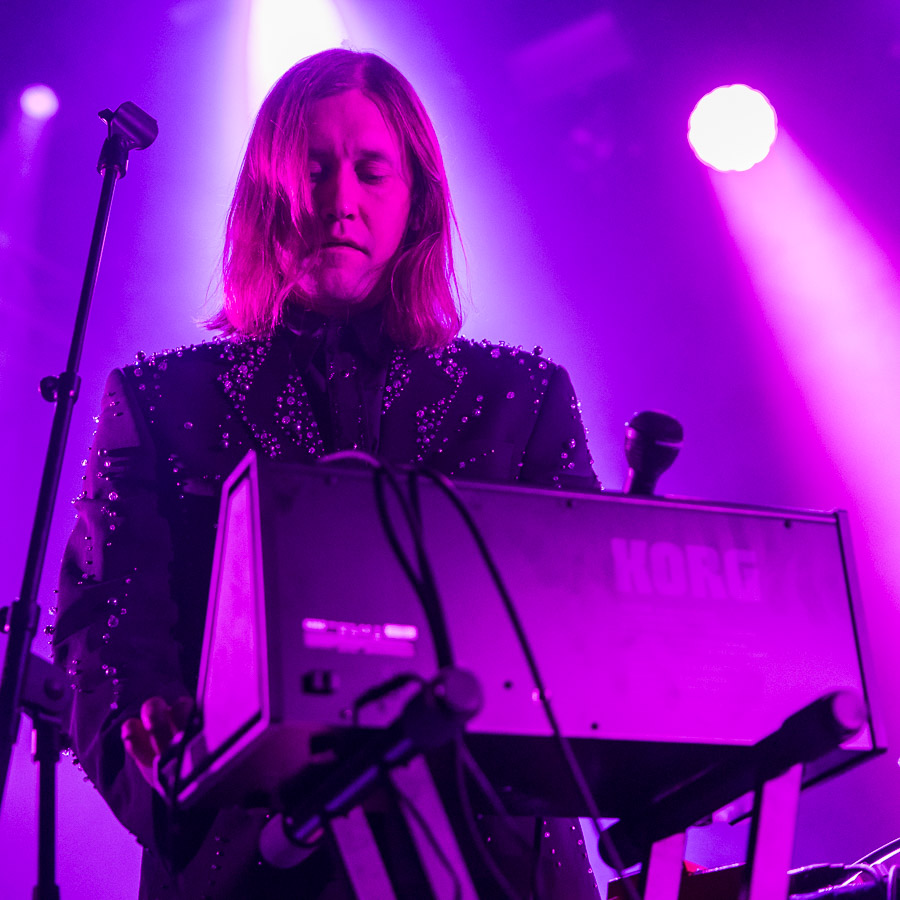
Jaakko Eino Kalevi 2023 på Parkteatret i Oslo

## Diskografi

### Studioalbum
- 2010 – Modern Life
- 2015 – Jaakko Eino Kalevi
- 2018 – Out of Touch
- 2023 – Chaos Magic